# Retchnoï vokzal (métro de Moscou)
Retchnoï vokzal (en russe : Речно́й вокза́л), est une station de la ligne Zamoskvoretskaïa (ligne 2 verte) du métro de Moscou. Elle est située sur le territoire du raïon Levoberejny, dans le district administratif nord de Moscou.
Elle est mise en service en 1964, lors de l'ouverture du prolongement nord de la ligne 2 du métro.

## Situation sur le réseau
Établie en souterrain, à 6 mètres sous le niveau du sol, la station Retchnoï vokzal, est une station de passage située au point 146+00 de la ligne Zamoskvoretskaïa (ligne 2 verte), entre les stations, Belomorskaïa (en direction de Khovrino) et Vodny stadion (en direction de Alma-Atinskaïa).

## Histoire
La station Retchnoï vokzal est mise en service le 31 décembre 1964, lors de l'ouverture à l'exploitation de la section de Sokol à Retchnoï vokzal qui forme le prolongement nord de la deuxième ligne du métro de Moscou. Son nom fait référence à la gare ferroviaire proche appelée « Retchnoï vokzal ». Elle est conçue par les architectes N.I. Demtchinsky et You.A. Kolesnikova.Son architecture suit la "Sorokonojka" typique des stations moscovites, composée de piliers en marbre marron tachetés de blanc, et de murs recouverts de carreaux.
Elle devient une station de passage, lors du prolongement de la ligne plus au nord, avec un tronçon comportant deux stations, mis en service le 20 décembre 2018.
En mars 2000, environ 111 000 personnes sont rentrées dans la station et 148 000 en sont sorties.

## Services aux voyageurs

### Accès et accueil
Elle possède deux vestibules d'entrée, situées à l'intersection de la rue Festivalnaïa et de la route de Léningrad. 

### Desserte
Retchnoï vokzal est desservie par les rames de la ligne Zamoskvoretskaïa, dite aussi ligne 2.

titre
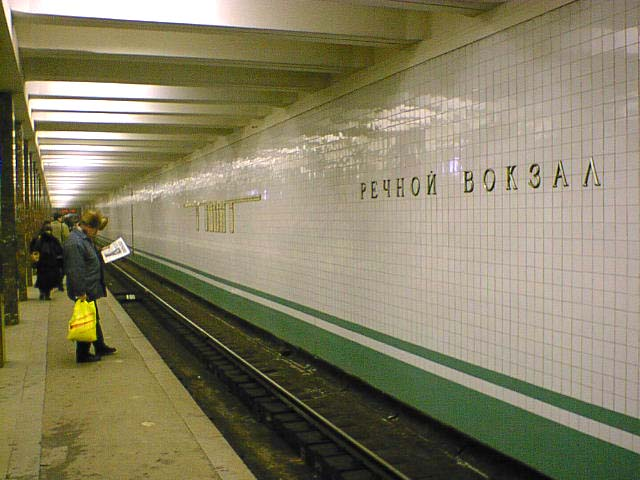
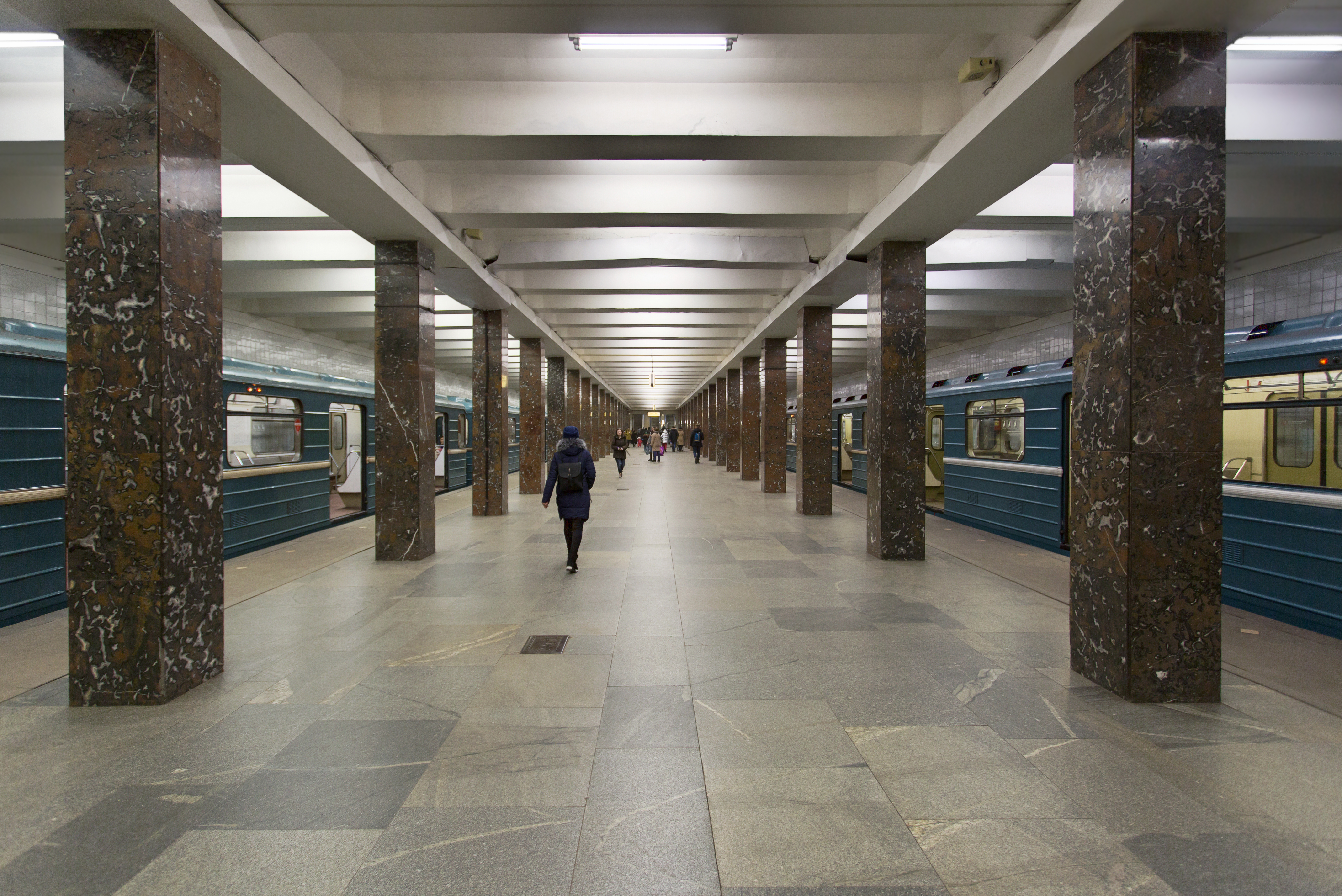
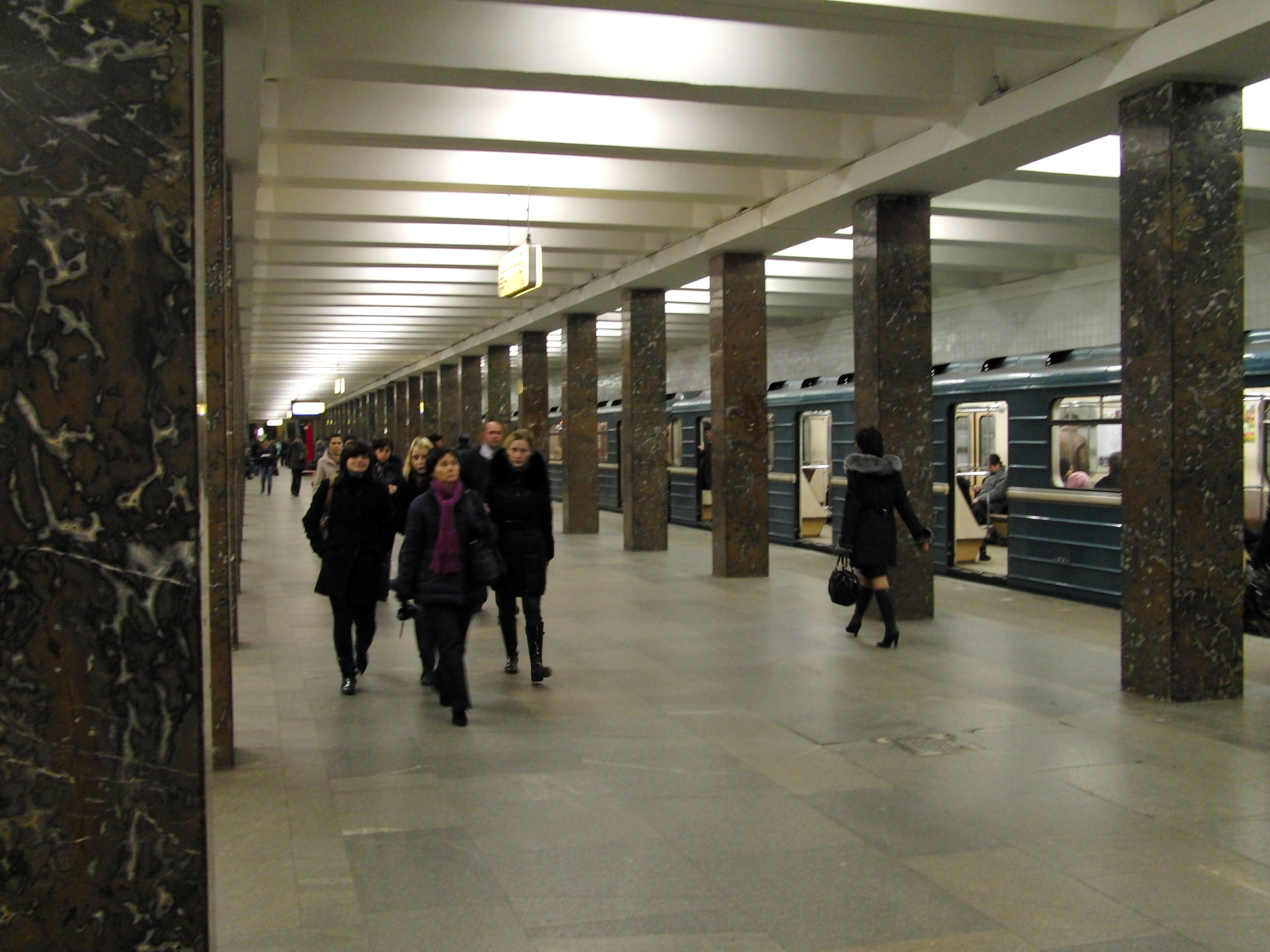